# گراتینگر (آیووا)
گراتینگر (به انگلیسی: Graettinger) شهری در ایالت آیووا کشور ایالات متحده آمریکا است که جمعیت آن در سرشماری سال ۲۰۱۰ میلادی، ۸۴۴ نفر بوده‌است.